# A Slice of Life
『A Slice of Life』（スライス・オブ・ライフ）は、1987年10月5日に発売された大貫妙子の通算12作目となるスタジオ・アルバム。発売元はDear Heart ⁄ MIDI。

## 概要
前々作『Comin' Soon』、前作『アフリカ動物パズル』と企画ものが続いていたが、本作は久々のオリジナル・アルバムである。編曲には1984年のアルバム『カイエ』以来となる、フランス出身の音楽家、ジャン・ミュジーをはじめ5人のアレンジャーが参加しており、演奏には大村憲司、清水靖晃、高橋幸宏、細野晴臣、佐藤博 などのミュージシャンが名を連ねている。また、後に大貫との共同プロデュースでアルバム制作に携わることとなる小林武史が初参加している。
M-9「ぼくの叔父さん」は、この曲にベース演奏で参加した細野晴臣が幼い頃に観て大きな影響を受けたという、ジャック・タチ監督のフランス映画『ぼくの伯父さん』をモチーフに作られたもの。シングル「恋人たちの時刻」はアルバム・ヴァージョンで収録されたほか、フランスの歌手エルザ・ランギーニの「哀しみのアダージョ」に大貫が日本語詞を付け、原田知世が同年7月にシングルとしてリリースした「彼と彼女のソネット」のカバーなどを収録している。
2013年3月27日にはリマスター盤SHM-CD（紙ジャケット）が、2019年11月27日にはバーニー・グランドマンによるリマスタリング、カッティングが施されたアナログ盤が、完全生産限定盤 ″CITY POP ON VINYL 2020 対象商品″ として再発売された。LPには大貫本人のセルフライナーノートが封入されている。

## 収録曲

### LP / CT
| 全作詞・作曲: 大貫妙子。 |                          |           |            |          |      |
| #                        | タイトル                 | 作詞      | 作曲・編曲 | 編曲     | 時間 |
| 1.                       | 「あなたに似た人」       | 大貫妙子  | 大貫妙子   | 大村憲司 | 4:17 |
| 2.                       | 「もういちどトゥイスト」 | 大貫妙子  | 大貫妙子   | 大村憲司 | 3:05 |
| 3.                       | 「人魚と水夫」           | 大貫妙子  | 大貫妙子   | 佐藤博   | 4:05 |
| 4.                       | 「スナップショット」     | 大貫妙子  | 大貫妙子   | 大村憲司 | 3:30 |
| 5.                       | 「恋人たちの時刻」       | 大貫妙子  | 大貫妙子   | 清水靖晃 | 3:59 |
| 合計時間:                | 合計時間:                | 合計時間: | 18:56      |          |      |

| 全作詞・作曲: 大貫妙子（特記以外）。 |                                                                                            |                      |                      |                  |      |
| #                                    | タイトル                                                                                   | 作詞                 | 作曲・編曲           | 編曲             | 時間 |
| 1.                                   | 「五番目の季節」                                                                           | 大貫妙子（特記以外） | 大貫妙子（特記以外） | 大村憲司         | 4:04 |
| 2.                                   | 「HYMNS」                                                                                  | 大貫妙子（特記以外） | 大貫妙子（特記以外） | ジャン・ミュジー | 3:48 |
| 3.                                   | 「木立の中の日々」                                                                         | 大貫妙子（特記以外） | 大貫妙子（特記以外） | ジャン・ミュジー | 4:02 |
| 4.                                   | 「ぼくの叔父さん」                                                                         | 大貫妙子（特記以外） | 大貫妙子（特記以外） | 清水靖晃         | 3:08 |
| 5.                                   | 「彼と彼女のソネット」(作詞・作曲: C. Cohen, R. Musumarra, R. Wargniel 日本語詞: 大貫妙子) | 大貫妙子（特記以外） | 大貫妙子（特記以外） | Hubu             | 3:48 |
| 合計時間:                            | 合計時間:                                                                                  | 合計時間:            | 18:50                |                  |      |

### CD
| 全作詞・作曲: 大貫妙子（特記以外）。 |                                                                                          |                      |                      |                  |      |
| #                                    | タイトル                                                                                 | 作詞                 | 作曲・編曲           | 編曲             | 時間 |
| 1.                                   | 「あなたに似た人」                                                                       | 大貫妙子（特記以外） | 大貫妙子（特記以外） | 大村憲司         | 4:17 |
| 2.                                   | 「もういちどトゥイスト」                                                                 | 大貫妙子（特記以外） | 大貫妙子（特記以外） | 大村憲司         | 3:05 |
| 3.                                   | 「人魚と水夫」                                                                           | 大貫妙子（特記以外） | 大貫妙子（特記以外） | 佐藤博           | 4:05 |
| 4.                                   | 「スナップショット」                                                                     | 大貫妙子（特記以外） | 大貫妙子（特記以外） | 大村憲司         | 3:30 |
| 5.                                   | 「恋人たちの時刻」                                                                       | 大貫妙子（特記以外） | 大貫妙子（特記以外） | 清水靖晃         | 3:59 |
| 6.                                   | 「五番目の季節」                                                                         | 大貫妙子（特記以外） | 大貫妙子（特記以外） | 大村憲司         | 4:04 |
| 7.                                   | 「HYMNS」                                                                                | 大貫妙子（特記以外） | 大貫妙子（特記以外） | ジャン・ミュジー | 3:48 |
| 8.                                   | 「木立の中の日々」                                                                       | 大貫妙子（特記以外） | 大貫妙子（特記以外） | ジャン・ミュジー | 4:02 |
| 9.                                   | 「ぼくの叔父さん」                                                                       | 大貫妙子（特記以外） | 大貫妙子（特記以外） | 清水靖晃         | 3:08 |
| 10.                                  | 「彼と彼女のソネット」(作詞・作曲: C. Cohen, R. Mumarra, R. Wargniel 日本語詞: 大貫妙子) | 大貫妙子（特記以外） | 大貫妙子（特記以外） | Hubu             | 3:48 |
| 合計時間:                            | 合計時間:                                                                                | 合計時間:            | 38:05                |                  |      |

## 参加ミュージシャン
| あなたに似た人 - Guitars: 大村憲司 - Keyboards: 佐藤博 - Bass: 小原礼 - Drums: 高橋幸宏 - Additional Keyboards: 小林武史 - Percussion: 浜口茂外也 もういちどトゥイスト - Guitars: 大村憲司 - Acoustic Piano: 佐藤博 - Bass: 小原礼 - Drums: 高橋幸宏 - Additional Keyboards: 小林武史 - Background Vocals: EPO、大貫妙子 人魚と水夫 - Keyboards: 佐藤博 - Guitars: 大村憲司 - Bass: Bobby Watson - Drums: 青山純 - Percussion: 浜口茂外也 - Background Vocals: EPO、大貫妙子 スナップショット - Guitars: 大村憲司 - Keyboards: 佐藤博 - Bass: 小原礼 - Drums: 高橋幸宏 - Percussion: 浜口茂外也 | 恋人たちの時刻 - Keyboards, Tenor Sax: 清水靖晃 - Guitars: 大村憲司 - Bass: 細野晴臣 - Drums: 高橋幸宏 - Acoustic Piano, Synthesizer: Hubu Musy 五番目の季節 - Guitars: 大村憲司 - Keyboards: 佐藤博 - Bass: 小原礼 - Drums: 高橋幸宏 - Acoustic Guitar: 安田裕美 HYMNS - Keyboards: Jean Musy 木立の中の日々 - Keyboards: Jean Musy ぼくの叔父さん - Keyboards, Clarinet: 清水靖晃 - Bass: 細野晴臣 - Drums: 高橋幸宏 - Background Vocals: 大貫妙子 彼と彼女のソネット - Keyboards: Hubu Musy |

## 発売履歴
| 発売日         | レーベル                | 規格       | 規格品番  | 備考                      |
| -------------- | ----------------------- | ---------- | --------- | ------------------------- |
| 1987年10月5日  | Dear Heart/MIDI         | LPレコード | MIL-1031  |                           |
| 1987年10月5日  | Dear Heart/MIDI         | カセット   | MIT-1031  |                           |
| 1987年10月5日  | Dear Heart/MIDI         | CD         | 35MD-1031 |                           |
| 1990年9月21日  | Dear Heart/MIDI         | CD         | MDC7-1031 | 再発盤                    |
| 2013年3月27日  | BMG JAPAN               | SHM-CD     | MDCL-5006 | 紙ジャケット/リマスター盤 |
| 2019年11月27日 | Sony Music/GREAT TRACKS | LPレコード | MHJL-118  | 完全生産限定盤            |